# جان بيلفير
جان بيلفير (بالفرنسية: Jean Belver)‏ (22 مايو 1921 في فيلوربان) لاعب كرة قدم فرنسي معتزل كان يجيد اللعب في خط الدفاع كما كان يجيد اللعب في خط الوسط . شارك في مباراة دولية واحدة مع منتخب فرنسا في مواجهة منتخب بلجيكا وديا في يونيو 1950 عندما كان لاعبا في صفوف نادي نيس . انتهت المباراة بخسارة منتخب فرنسا 1-4 على ملعب هيسيل بالعاصمة البلجيكية بروكسل . حقق مع نادي نيس بطولة دوري الدرجة الأولى الفرنسي موسمي 1950-1951 و1951-1952 كما حقق بطولة كأس فرنسا موسم 1951-1952 .

## روابط خارجية
- جان بيلفير على موقع قاعدة بيانات كرة القدم.إي يو (الإنجليزية)
- جان بيلفير على موقع ناشيونال فوتبول تيمز (الإنجليزية)
- جان بيلفير على موقع عالم كرة القدم.نت (الإنجليزية)